# Brachy
Brachy je francouzská obec v departementu Seine-Maritime v regionu Normandie. Žije zde 676 obyvatel.

## Poloha obce
Obec leží 10 km od pobřeží Lamanšského průlivu.

### Sousední obce
| Růžice kompasu |           | Gueures      | Thil-Manneville | Růžice kompasu |
| Růžice kompasu | Luneray   | Sever        | Hermanville     | Růžice kompasu |
| Růžice kompasu | Luneray   | Brachy       | Hermanville     | Růžice kompasu |
| Růžice kompasu | Luneray   | Jih          | Hermanville     | Růžice kompasu |
| Růžice kompasu | Greuville | Rainfreville | Lammerville     | Růžice kompasu |